# Kębłów (województwo lubelskie)
Kębłów – kolonia w Polsce położona w województwie lubelskim, w powiecie świdnickim, w gminie Piaski
W latach 1975–1998 miejscowość administracyjnie należała do ówczesnego województwa lubelskiego.
Kolonia jest sołectwem w gminie Piaski. Według Narodowego Spisu Powszechnego z roku 2011 kolonia liczyła  mieszkańców.
Obecnie często wieś nazywana jest mylnie Piaskami Wielkimi, wiąże się to prawdopodobnie z mentalnością mieszkańców, którzy w znacznej części pracowali przed wojną u dawnych właścicieli wsi rodziny Lechnickich. Po wojnie na skutek reformy rolnej przy drodze prowadzącej do majątku Lechnickich powstała wieś zamieszkana głównie przez pracowników tego majątku. 